# Женская сборная Чехии по волейболу
Женская национальная сборная Чехии по волейболу (чеш. Česká národní volejbalové družstvo žen) — представляет Чехию на международных соревнованиях по волейболу. Управляющей организацией выступает Чешский волейбольный союз (Český volejbalový svaz — ČVS) .

## История
После объявления о предстоящем с 1 января 1993 года распаде Чехословакии Чехословацкий волейбольный союз разделился на Чешский волейбольный союз и Словацкую волейбольную федерацию. 24 сентября 1993 года на проходившем в чешском Брно чемпионате Европы объединённая сборная Чехии и Словакии победила команду Болгарии со счётом 3:1. Именно этот матч и стал фактически дебютом сборной Чехии на официальных международных соревнованиях, поскольку объединённая команда состояла из одних только чешских волейболисток. Команда хозяек соревнований заняла итоговое 2-е место, проиграв в финале сборной России 0:3.
Юридически сборная Чехии вышла на международную арену в следующем году на чемпионате мира в Бразилии. 21 октября 1994 чешки уступили в трёх партих сборной Японии. В дальнейшем по ходу турнира Чехия одержала одну победу и дважды проиграла, выбыв из борьбы за медали на стадии 1/8 финала.
Последним успешным выступлением на европейских первенствах стало 3-е место, занятое сборной Чехии на чемпионате Европы 1997 года, прошедшем как и 4 года назад в Чехии. Команда хозяев соревнований вышла в полуфинал, где уступила сборной России 0:3, а в матче за бронзу с тем же счётом переиграла болгарок.
В последующие годы чешские волейболистки не добивались успехов на официальной международной арене. На Олимпийские игры сборная ни разу не смогла квалифицироваться, а дважды (в 2002 и 2010) выступая на чемпионатах мира занимала места в середине второго десятка. На чемпионатах Европы лучшего чего смогли достичь чешки — это выход в четвертьфинал на Евро-2011.
В феврале 2012 главным тренером сборной Чехии назначен итальянский специалист Карло Паризи. В том же году под его руководством чешская национальная команда впервые в своей истории выиграла официальный турнир — Евролигу. Эта победа позволила команде впервые квалифицироваться на Гран-при, но выступление на этом турнире в 2013 принесло чешским волейболисткам при двух победах и семи поражениях лишь 13-е место среди 20 участвовавших команд. Неудачей для сборной Чехии завершился и чемпионат Европы того же года, когда в первом раунде плей-офф чешки проиграли сборной Франции 2:3, ведя 2:0 по сетам, и выбыли из розыгрыша. В январе 2014 года Чехия не смогла квалифицироваться на чемпионат мира, уступив путёвку сборной Болгарии.
В сентябре 2015 года сборная Чехии в 9-й раз в своей истории приняла участие в финальном турнире чемпионата Европы, но своё выступление закончила, как и двумя годами ранее, на первой стадии плей-офф, проиграв со счётом 1:3 команде Бельгии — одной из хозяек первенства.
В феврале 2016 года на пост наставника сборной был назначен немецкий тренер Александр Вайбль, но после Гран-при, где чешские волейболистки выступили неудачно, заняв лишь 6-е место во 2-м дивизионе, ушёл в отставку. Новым главным тренером стал ассистент Вайбля Зденек Поммер. При нём команда Чехии с трудом, но пробилась в основную стадию чемпионата Европы, заняв в своей отборочной группе 2-е место, а затем переиграв в стыковых матчах Словакию 3:0 и 2:3.
2018 и начало 2019 года принесли чешской сборной неоднозначные результаты. Выиграв в июле «бронзу» Евролиги, затем команда Чехии потерпела чувствительную неудачу в отборочном турнире чемпионата Европы 2019, заняв в своей группе только 3-е место после команд Эстонии и Финляндии и впервые за 12 лет не квалифицировавшись на континентальное первенство. В июне 2019 под руководством нового наставника, которым стал греческий тренер Иоаннис Анастопулос, чешские волейболистки во 2-й раз в своей истории выиграли Евролигу, а немногим позже — «серебро» Кубка претендентов ФИВБ.

## Результаты выступлений и составы

### Олимпийские игры
- 1996 — не участвовала
- 2000 — не квалифицировалась
- 2004 — не участвовала
- 2008 — не квалифицировалась
- 2012 — не квалифицировалась
- 2016 — не участвовала
- 2020 — не квалифицировалась
- 2024 — не квалифицировалась

### Чемпионаты мира
- 1994 — 9—12-е место
- 1998 — не квалифицировалась
- 2002 — 17—20-е место
- 2006 — не квалифицировалась
- 2010 — 15—16-е место
- 2014 — не квалифицировалась
- 2018 — не квалифицировалась
- 2022 — 18-е место
- 2025 —

- 1994: Зденка Циммерманнова, Яна Тумова, Ева Штепанчикова, Марцела Ричелова, Милуше Гадрикова, Яна Юрашова, Светлана Яначкова, Люция Вацлавикова, Эстер Волицерова, Михаэла Вечеркова, Зденка Моцова, Бланка Станкова. Тренер — Милан Кафка.
- 2002: Гелена Горка, Милада Спалова, Яна Шиманкова, Ева Штепанчикова, Марцела Ричелова, Катержина Букова, Катержина Енчкова, Яна Гавлова, Петра Новотна, Ленка Фелбабова, Яна Шенкова, Яна Калчикова. Тренер — Станислав Митач.
- 2010: Шарка Барборкова, Кристина Пастулова, Анета Гавличкова, Юлия Яшова, Шарка Меличаркова, Анна Каллистова, Михаэла Елинкова, Тереза Ванжурова, Люция Мюльштейнова, Гелена Гавелкова, Ивана Плхотова, Мартина Ютла. Тренер — Иржи Шиллер.
- 2022: Андреа Коссаньова, Эва Годанова, Габриэла Орвошова, Эла Коулисиани, Даниэла Дигринова, Катержина Валкова, Вероника Досталова, Дениса Павликова, Михаэла Млейнкова, Клара Фалтинова, Павлина Шиманёва, Петра Койдова, Симона Баюс, Люси Блажкова. Тренер — Яннис Атанасопулос.

### Гран-при
В розыгрышах Гран-при 1993—2012 сборная Чехии участия не принимала.
- 2013 — 13-е место
- 2014 — 22-е место (2-е в 3-м дивизионе)
- 2015 — 15-е место (3-е во 2-м дивизионе)
- 2016 — 18-е место (6-е во 2-м дивизионе)
- 2017 — 16-е место (4-е во 2-м дивизионе)

- 2013: Андреа Коссаньова, Ева Годанова, Кристина Пастулова, Анета Гавличкова, Юлия Яшова, Шарка Кубинова, Михаэла Мондзони (Елинкова), Вероника Досталова, Тереза Ванжурова, Ивана Плхотова, Павла Винчоурова, Михаэла Млейнкова. Тренер — Карло Паризи.
- 2014: Андреа Коссаньова, Вероника Трикова, Анета Гавличкова, Клара Выклицка, Люция Смутна, Маркета Хлумска, Ева Рутаржова, Михала Квапилова, Вероника Досталова, Тереза Ванжурова, Николь Сайдова, Гелена Гавелкова, Павла Винчоурова. Тренер — Карло Паризи.
- 2015: Андреа Коссаньова, Ева Годанова, Вероника Трнкова, Люция Смутна, Барбора Пурхартова, Михала Квапилова, Вероника Досталова, Михаэла Млейнкова, Тереза Ванжурова, Николь Сайдова, Гелена Гавелкова, Павла Винчоурова, Шарка Мелихаркова, Мария Тоуфарова. Тренер — Карло Паризи.
- 2016: Андреа Коссаньова, Ева Годанова, Вероника Трнкова, Клара Выклицка, Люция Смутна, Ива Нахмильнерова, Барбора Пурхартова, Ева Рутарова, Гелена Койдова, Вероника Досталова, Михаэла Млейнкова, Тереза Росси, Павла Винчоурова, Петра Койдова, Мария Тоуфарова. Тренер — Александр Вайбль.
- 2017: Андреа Коссаньова, Катержина Когутова, Анета Коцманова-Гавличкова, Люция Смутна, Ива Нахмильнерова, Барбора Пурхартова, Габриэла Копачова, Вероника Досталова, Михаэла Млейнкова, Каролина Беднаржова, Вероника Струшкова, Никола Ванькова, Павла Винчоурова, Петра Койдова, Мария Тоуфарова. Тренер — Зденек Поммер.

### Лига наций
- 2025 — 11-е место

### Кубок претендентов ФИВБ
- 2019 —  2-е место
- 2022 — 5—7-е место
- 2024 —  1-е место
- 2019: Андреа Коссаньова, Вероника Трнкова, Габриэла Орвошова, Эва Свободова, Барбора Пурхартова, Вероника Досталова, Михаэла Млейнкова, Тереза Паточкова, Никола Ванькова, Павла Шмидова, Кристина Шустрова, Эва Рутарова, Катержина Голашкова. Тренер — Яннис Атанасопулос.
- 2024: Эма Кнейфлова, Сильвия Павлова, Гелена Гавелкова-Грозер, Магдалена Буковска, Габриэла Орвошова, Эла Коулисиани, Даниэла Дигринова, Катержина Валкова, Вероника Досталова, Магдалена Йегларжова, Михаэла Млейнкова, Клара Фалтинова, Катержина Пеликанова, Квета Грабовска, Габриэла Орвошова, Моника Бранкуска, Люси Блажкова. Тренер — Яннис Атанасопулос.

### Чемпионаты Европы
| - 1995 — 9—10-е место - 1997 — 3-е место - 1999 — не квалифицировалась - 2001 — 9—10-е место - 2003 — 11—12-е место - 2005 — не квалифицировалась - 2007 — 9—10-е место - 2009 — 9—10-е место | - 2009 — 9—10-е место - 2011 — 5—8-е место - 2013 — 9—12-е место - 2015 — 9—12-е место - 2017 — 9—12-е место - 2019 — не квалифицировалась - 2021 — 9—16-е место - 2023 — 5—8-е место - 2026 — |

- 1995: Зденка Циммерманнова, Ева Штепанчикова, Марцела Ричелова, Светлана Яначкова, Эстер Волицерова, Ярослава Байерова, Гана Обручова, Ева Шилганова, Соня Досоудилова, Камила Мальчикова, Катержина Ировцова, Ержабкова. Тренер — Павел Ржержабек.
- 1997: Ярослава Байерова, Катержина Букова, Яна Дршткова, Светлана Яначкова, Катержина Енчкова, Зденка Моцова, Марцела Ричелова, Мартина Свободова, Ева Штепанчикова, Яна Ваврова, Михаэла Вечеркова, Эстер Волицерова. Тренер — Павел Ржержабек.
- 2001: Гелена Горка, Катержина Букова, Андреа Негру, Милада Бергрова, Маркета Хлумска, Марцела Ричелова, Катержина Енчкова, Яна Гавлова, Мартина Швобова, Зденка Моцова, Яна Шиманкова, Яна Ямборова. Тренер — Мирослав Чада.
- 2003: Гелена Горка, Катержина Букова, Милада Спалова (Бергрова), Яна Шиманкова, Андреа Сеглова (Негру), Петра Халцарзова, Яна Кальчикова, Яна Гавлова, Мартина Новотна, Милослава Бублова, Тереза Матушкова, Рената Паржикова. Тренер — Станислав Митач.
- 2007: Гелена Горка, Милада Спалова, Яна Шиманкова, Катержина Божкова, Тереза Матушкова, Яна Ямборова, Михаэла Елинкова, Маркета Томанова, Анета Гавличкова, Яна Шенкова, Гелена Гавелкова, Ивана Плхотова. Тренер — Таня Кремпаска.
- 2009: Вендула Адлерова, Анета Гавличкова, Юлия Яшова, Михаэла Гасаликова, Тереза Матушкова, Анна Каллистова, Михаэла Елинкова, Маркета Томанова, Люция Мюльштейнова, Яна Шенкова, Гелена Гавелкова, Ивана Плхотова. Тренер — Таня Кремпаска.
- 2011: Люция Мюльштейнова, Шарка Кубинова, Кристина Пастулова, Ивона Свободникова, Ивана Плхотова, Гелена Гавелкова, Шарка Барборкова, Шарка Мелихаркова, Андреа Коссаньова, Анета Гавличкова, Тереза Ванжурова, Юлия Яшова. Тренер — Иржи Шиллер.
- 2013: Андреа Коссаньова, Ева Годанова, Кристина Пастулова, Анета Гавличкова, Юлия Яшова, Люция Смутна, Михаэла Мондзони (Елинкова), Вероника Досталова, Тереза Ванжурова, Ивана Плхотова, Павла Винчоурова, Михаэла Млейнкова. Тренер — Карло Паризи.
- 2015: Андреа Коссаньова, Ева Годанова, Вероника Трнкова, Анета Гавличкова, Юлия Коваржова, Люция Смутна, Барбора Пурхартова, Вероника Досталова, Михаэла Млейнкова, Тереза Ванжурова, Николь Сайдова, Гелена Гавелкова, Павла Винчоурова, Мария Тоуфарова. Тренер — Карло Паризи.
- 2017: Андреа Коссаньова, Катержина Когутова, Анета Коцманова-Гавличкова, Ива Нахмильнерова, Барбора Пурхартова, Катержина Валкова, Вероника Досталова, Михаэла Млейнкова, Вероника Струшкова, Гелена Гавелкова, Никола Ванькова, Павла Винчоурова, Петра Койдова, Мария Тоуфарова. Тренер — Зденек Поммер.
- 2021: Андреа Коссаньова, Эва Годанова, Вероника Трнкова, Габриэла Орвошова, Эва Свободова, Барбора Пурхартова, Катержина Валкова, Вероника Досталова, Михаэла Млейнкова, Адела Шевальерова, Магдалена Йегларжова, Павлина Шиманёва, Петра Койдова, Мария Тоуфарова, Симона Баюс. Тренер — Яннис Атанасопулос.

### Евролига
- 2009 — не участвовала
- 2010 — не участвовала
- 2011 — 4-е место
- 2012 —  1-е место
- 2013 — не участвовала
- 2014 — не участвовала
- 2015 — не участвовала
- 2016 — не участвовала
- 2017 — не участвовала
- 2018 —  3-е место
- 2019 —  1-е место
- 2021 — 4-е место
- 2022 —  2-е место
- 2023 — 3—4-е место
- 2024 —  2-е место
- 2012: Андреа Коссаньова, Кристина Пастулова, Анета Гавличкова, Юлия Яшова, Михаэла Мондзони, Каролина Беднаржова, Люция Мюльштейнова, Ивона Свободникова, Гелена Гавелкова, Михаэла Квапилова, Павла Винчоурова, Николь Сайдова. Тренер — Карло Паризи.
- 2018: Андреа Коссаньова, Эва Годанова, Вероника Трнкова, Тициана Баумрукова, Габриэла Копачова, Барбора Пурхартова, Катержина Валкова, Вероника Досталова, Михаэла Млейнкова, Люция Нова, Адела Шевальерова, Вероника Струшкова, Никола Ванькова, Мария Тоуфарова, Эва Свободова, Катержина Голашкова, Габриэла Орвошова. Тренер — Зденек Поммер.
- 2019: Андреа Коссаньова, Вероника Трнкова, Габриэла Орвошова, Эва Свободова, Барбора Пурхартова, Вероника Досталова, Михаэла Млейнкова, Тереза Паточкова, Никола Ванькова, Павла Шмидова, Кристина Шустрова, Эва Рутарова, Симона Баюс (Копецка), Катержина Голашкова. Тренер — Яннис Атанасопулос.
- 2022: Вероника Трнкова, Габриэла Орвошова, Эва Свободова, Магдалена Буковска, Эла Коулисиани, Даниэла Дигринова, Катержина Валкова, Вероника Досталова, Дениса Павликова, Магдалена Йегларжова, Михаэла Млейнкова, Клара Фалтинова, Квета Грабовска, Люси Блажкова. Тренер — Яннис Атанасопулос.
- 2024: Эма Кнейфлова, Сильвия Павлова, Гелена Гавелкова-Грозер, Магдалена Буковска, Габриэла Орвошова, Эла Коулисиани, Даниэла Дигринова, Катержина Валкова, Вероника Досталова, Михаэла Млейнкова, Клара Фалтинова, Квета Грабовска, Габриэла Орвошова, Моника Бранкуска. Тренер — Яннис Атанасопулос.

### Кубок весны
Женская сборная Чехии один раз побеждала (в 2000 году) и трижды становилась призёром (серебряным — в 1996 и 2004; бронзовым — в 1999) в традиционном международном турнире Кубок весны (Spring Cup), который ежегодно (с 1962 для мужских и с 1973 для женских сборных команд) проводился по инициативе федераций волейбола западноевропейских стран.

## Тренеры
- 1994 — Милан Кафка (в 1990—1993 — тренер женской сборной Чехословакии)
- 1995—1998 — Павел Ржержабек
- 1999—2001 — Мирослав Чада
- 2002—2005 — Станислав Митач
- 2006—2009 — Таня Кремпаска
- 2010—2011 — Иржи Шиллер
- 2012—2015 — Карло Паризи
- 2016 — Александр Вайбль
- 2016—2019 — Зденек Поммер
- с 2019 — Яннис Атанасопулос

## Состав
Сборная Чехии в соревнованиях 2024 года (Евролига, Кубок претендентов ФИВБ)
| №  | Имя, фамилия            | Год рождения | Рост | Амплуа      | Клуб                               |
| -- | ----------------------- | ------------ | ---- | ----------- | ---------------------------------- |
| 1  | Эма Кнейфлова           | 2002         | 191  | центральная | «Марк-ан-Барёль»                   |
| 4  | Сильвия Павлова         | 1997         | 182  | центральная | «Простеёв»                         |
| 6  | Гелена Гавелкова-Грозер | 1988         | 188  | нападающая  | «Кангрехерас де Сантурсе» Сан-Хуан |
| 7  | Магдалена Буковска      | 2003         | 180  | нападающая  | «Пэ д’Э» Венель                    |
| 8  | Эла Коулисиани          | 2002         | 188  | центральная | «Пэ д’Э» Венель                    |
| 9  | Даниэла Дигринова       | 2000         | 169  | либеро      | «Чалу» Шапель-лез-Эрлемон          |
| 10 | Катержина Валкова       | 1996         | 177  | связующая   | «Альба-Блаж» Блаж                  |
| 11 | Вероника Досталова      | 1992         | 170  | либеро      | «Олимп» Прага                      |
| 15 | Магдалена Йегларжова    | 2000         | 189  | центральная | «Атланта» — LOVB                   |
| 16 | Михаэла Млейнкова       | 1996         | 185  | нападающая  | «Бергамо»                          |
| 17 | Клара Фалтинова         | 1997         | 183  | нападающая  | «Энерга» Калиш                     |
| 19 | Катержина Пеликанова    | 2004         | 175  | связующая   | «Кралово Поле» Брно                |
| 20 | Квета Грабовска         | 2002         | 178  | связующая   | «Кралово Поле» Брно                |
| 21 | Каролин Форманкова      | 2006         | 190  | нападающая  | «Дукла» Либерец                    |
| 22 | Габриэла Орвошова       | 2001         | 191  | нападающая  | «Рома» Рим                         |
| 25 | Моника Бранкуска        | 2004         | 187  | нападающая  | «Олимп» Прага                      |
| 26 | Люси Блажкова           | 2003         | 186  | центральная | Университет штата Вашингтон        |

- Главный тренер —  Яннис Атанасопулос.
- Тренеры — Мартин Грох,  Себастьян Шмиц.

## Фотогалерея
- Катержина Букова
- Гелена Гавелкова
- Гелена Горка
- Марцела Ричелова
- Милада Спалова
- Тереза Росси (Матушкова)
- Маркета Томанова
- Яна Шенкова
- Люция Мюльштейнова
- Люция Смутна
- Анета Гавличкова
- Ивана Плхотова
- Шарка Кубинова
- Тереза Ванжурова
- Павла Винчоурова